# بافل طالبانی
بافل طالبانی سیاستمدار کرد اهل عراق می‌باشد. او متولد ۱۹۷۳ در بیروت است. سمت کنونی وی ریاست اتحادیه میهنی کردستان است.

## پیشینه
اطلاعاتی از تحصیلات وی در دست نیست، وی پیش از همکاری با پدرش (جلال طالبانی) در لندن بود و آموزش رسمی نظامی را با نیروهای ویژه تیپ خارجی فرانسه و انگلستان گذراند. سال ۲۰۰۳ پس از جنگ عراق به کردستان بازگشت و نقش رسمی خود به عنوان رئیس یگان اطلاعات اتحادیه میهنی کردستان را بر عهده گرفت. سال ۲۰۰۴ گروه مبارزه با تروریسم را که نیروهایش از نیروهای پیشمرگه مسلح وابسته به دولت منطقه کردستان بودند را تأسیس و رهبری کرد که حامی نیروهای چند ملیتی عراق بودند. این گروه در ابتدا بر مبارزه با گسترش القاعده در عراق تمرکز داشت. در همان سال نام وی با مأموریت مبارزه با جاسوسی گره خورد که به کشته شدن عبدالله قرداش عضو دفتر سیاسی داعش منجر شد. سال ۲۰۱۰ برای حمایت از منافع سیاسی اتحادیه میهنی کردستان از خدمت تمام وقت نظام استعفا داد و اواسط سال ۲۰۱۰ به گروه مبارزه با داعش پیوست.

### فعالیت سیاسی
پس از ترک خدمت فعال، بافل در مجموعه خانوادگی خود در سلیمانیه مستقر شد. او به عنوان مذاکره‌کننده و فیلسوف سیاسی درون حزب شناخته می‌شود و توانایی حرکت روان بین خطوط حزبی را برای منافع کردستان دارد. بافل همچنین حامی برادر کوچکتر خود، قباد طالبانی، بود و با این حمایتگری معاون نخست‌وزیر اقلیم کردستان عراق شد.
در سال ۲۰۱۶، بافل هدایت ارگان تصمیم‌گیری حزب اتحادیه میهنی کردستان (PUK) را برعهده داشت و به همراه هیئت حزب اتحادیه میهنی کردستان به ایران برای گفتگو سفر کرد. گفته می‌شود او نقش کلیدی در بازگرداندن رهبران سنتی حزب اتحادیه میهنی کردستان به عنوان یک عضو بلندپایه از خانواده طالبانی داشت. او با کاهش تنش‌های حزب اتحادیه میهنی کردستان، رهبری مشترک حزب اتحادیه میهنی کردستان با جنبش تغییر را بازسازی کرد و یک جبهه متحد به مسعود بارزانی، رئیس‌جمهور پیشین اقلیم کردستان عراق و رهبر حزب دموکرات کردستان (KDP) ارائه کرد.

## تحولات در اواخر ۲۰۱۷
در جریان همه‌پرسی استقلال منطقه کردستان در سال ۲۰۱۷، بافل به عنوان میانجی بین اقلیم کردستان عراق، عراق و جامعه بین‌المللی فعالیت کرد و برای ارائه یک راهکار در جریان رای‌گیری تلاش کرد. اگرچه این راهکار از نظر بازیگران اصلی داخلی و خارجی پذیرفته شده بود، اما نهایتاً توسط پارلمان منطقه کردستان رد شد.
بافل تصمیم به از دست دادن کرکوک و مناطق نفت‌خیز را به دلیل تصمیم کردها برای پیشبرد یک همه‌پرسی استقلال دانست. توافقی که توسط پارلمان کردستان پذیرفته و مورد تأیید قرار گرفت. او این تصمیم را یک اشتباه فاحش خواند و گفت پیشنهاد ایالات متحده برای تعویق همه‌پرسی به مدت دو سال باید پذیرفته می‌شد.
در اکتبر، نیروهای عراقی پس از نبرد شدید با پیشمرگه‌ها کنترل استان کرکوک را به دست گرفتند. گفته می‌شود که بافل طالبانی دستور داده بود که نیروهای نظامی او از منطقه عقب‌نشینی کنند تا ارتش عراق و نیروهای بسیج مردمی کنترل منطقه را به دست گیرند.
با این حال، بافل به شدت این اتهامات را رد کرد. او ادعاهایی مبنی بر اینکه این اقدام بخشی از توافقی بوده که او با بغداد و تهران ترتیب داده بود را «بی‌اساس» خواند و گفت که نیروهایش واقعاً جنگیدند و تعدادی از سربازان خود را از دست دادند، اما تصمیم به عقب‌نشینی گرفتند زیرا در صفوف پیشمرگه‌ها تلفات زیادی وارد شده بود.
علاوه بر این، در مصاحبه‌ای که در نیویورک تایمز در نوامبر ۲۰۱۷ منتشر شد، فاش شد که پیش از واگذاری کرکوک، بافل یک راهکار متفاوت دیگر پیشنهاد کرده بود. او تصور می‌کرد که نیروهای ائتلاف تحت رهبری آمریکا در مقابل داعش می‌توانند یک پایگاه نظامی بزرگ نزدیک به کرکوک را به همراه نیروهای فدرال و نیروهای کرد وفادار به حزب پدرش به دست گیرند. طبق مقاله نیویورک تایمز، بافل نتوانست اجماع میان حزب اتحادیه میهنی کردستان (PUK) و حزب دموکرات کردستان حاکم برای پیشبرد طرح جایگزین خود ایجاد کند.

## زندگی شخصی
او پسر جلال طالبانی، دبیرکل پیشین اتحادیه میهنی کردستان (PUK) و هرو ابراهیم احمد است. او برادر بزرگتر قباد طالبانی و پسرعموی لاهور طالبانی است. او با دختر ملا بختیار، که به عنوان مغز متفکر حزب اتحادیه میهنی کردستان شناخته می‌شود، ازدواج کرده است. در ۲۷ اوت ۲۰۲۰، بافل تست مثبت برای کووید ۱۹ داشت. در ۸ سپتامبر ۲۰۲۰، او از ویروس کرونا بهبود یافت.